# Cantó de Niça-10
El cantó de Niça-10 és un cantó francès del departament dels Alps Marítims, situat al districte de Niça. Compta amb part del municipi de Niça.

## Municipis
- Niça (barris de Manhan, Fabron, La Lantèrna, Carras, Ferber, Santa Helena, Corniche Fleurie, Calcade, Lei Eucaliptus)

## Història
| Data d'elecció                           | Identitat      | Partit           | Qualitat |
| ---------------------------------------- | -------------- | ---------------- | -------- |
| 1973-1985                                | Antoine Martin | UDF              |          |
| 1985-                                    | Bernard Asso   | RPR, després UMP |          |
| les dades anteriors no són pas conegudes |                |                  |          |
|                                          |                |                  |          |

| 1962 | 1968 | 1975 | 1982 | 1990 | 1999   | 2007   |
| ---- | ---- | ---- | ---- | ---- | ------ | ------ |
| -    | -    | -    | -    | -    | 31.550 | 34.688 |